# قاعدة ليبرمايستر
تتعلق قاعدة ليبرمايستر (بالإنجليزية: Liebermeister's rule)‏ بمنسوب زيادة سرعة ضربات قلب الشخص البالغ مقارنة بدرجة حرارته عندما يُصاب بالحمى. فكل درجة مئوية زائدة في حرارة الجسم يُقابلها زيادة 8 نبضات/دقيقة في سرعة القلب. ويُمثل بطء القلب النسبي استثناءا لهذه القاعدة ويُعرف باسم علامة فاغت (تفارق النبض والحرارة) والتي تشيع في بعض الأمراض، خاصةً الحمى الصفراء والتيفوئيد.
سميت القاعدة على اسم كارل فون ليبرمايستر.